# Черкасская медицинская академия
Черкасская медицинская академия (укр. Черкаська медична академія) — высшее учебное заведение IV уровня аккредитации, расположенное в городе Черкассы. Основанно в 1930 году.

## История
Учебное заведение было создано и начало учебную деятельность в 1930 году как медицинский техникум фельдшерско-акушерской специализации, в 1933 году подготовка первых специалистов была завершена.
После начала Великой Отечественной войны в связи с приближением к городу линии фронта учебное заведение прекратило работу, но после освобождения города советскими войсками в декабре 1943 года было восстановлено и возобновило работу.
В 1993 году техникум стал первым учебным заведением на Украине, начавшим подготовку медсестёр с высшим образованием (бакалавров медицины).
В 1997 году филиалом Черкасского медицинского техникума стало Ватутинское медицинское училище.
В 1998 году Черкасский медицинский техникум был преобразован в Черкасский медицинский колледж.
В 2004 году колледж начал подготовку фармацевтов.
В 2015 году колледж начал подготовку фельдшеров для вооружённых сил и иных государственных силовых структур Украины.
16 декабря 2016 года решением Черкасского облсовета Черкасский медицинский колледж был переименован в Черкасскую медицинскую академию.
В сентябре 2018 года академия стала первым учебным заведением Украины, начавшим обучение парамедиков.

## Современное состояние
Академия является государственным высшим учебным заведением IV уровня аккредитации, которое готовит младших медицинских специалистов по шести специальностям: «Охрана здоровья», «Медицина», «Медсестринство», «Стоматология», «Фармацевтика» и «Технологии медицинской диагностики и лечения».